# Heinrich Ernst Albers-Schönberg
Heinrich Ernst Albers-Schönberg (ur. 21 stycznia 1865 w Hamburgu, zm. 4 czerwca 1921 tamże) – niemiecki lekarz radiolog. Jeden z pierwszych lekarzy-ofiar promieniowania rentgenowskiego.
Twórca pierwszego opisu choroba nazwanej jego nazwiskiem znanej także jako osteopetroza.

## Prace
- Die Röntgentechnik. Lehrbuch für Ärzte und Studierende, Gräfe & Sillem, Hamburg 1903